# Кантор, Юрий Израилевич
Ю́рий Изра́илевич Ка́нтор (род. 19 ноября 1956, Москва) — советский и российский зоолог, малаколог, доктор биологических наук, ведущий научный сотрудник Института проблем экологии и эволюции им. А. Н. Северцова.

## Биография
Родился в Москве, сын железнодорожного проектировщика и профессора МИИТ Израиля Иосифовича Кантора. Двоюродный племянник выдающегося советского и украинского химика Ю. Я. Фиалкова. В 1979 году, окончил кафедру Зоологии и сравнительной анатомии беспозвоночных Биологического факультета МГУ. С 1979 по 1984 год, работал в Государственном океанографическом институте в должности старшего лаборанта.
В 1984 году, устроился младшим научным сотрудником в Лабораторию экологии и морфологии морских беспозвоночных ИПЭЭ РАН им. А. Н. Северцова. Тогда же защитил кандидатскую диссертацию по теме «Брюхоногие моллюски подсемейства Volutopsiinae (Buccinidae) Мирового океана» (руководитель — профессор В. А. Свешников). С 1990 по 1999 год — старший научный сотрудник ИПЭЭ.
В 1997 году, защитил докторскую диссертацию по теме «Брюхоногие моллюски отряда Neogastropoda: анатомия, трофология, филогения, таксономия». Работает ведущим научным сотрудником Лаборатории экологии и морфологии морских беспозвоночных с 1999 года.
Создатель и главный редактор малакологического журнала «Ruthenica, Russian Malacological Journal», также является членом редколлегии немецкого журнала «Archiv für Molluskenkunde» и американского малакологического журнала «Malacologia», членом совета UNITAS MALACOLOGIA (1992—1998), и членом Дальневосточного малакологического общества.
Экспедиции: на Белое, Баренцево, Японское и Охотское моря, на Папуа — Новую Гвинею, во Вьетнам, Камбоджу, Индию, Филиппины, Вануату, Новую Каледонию, Мадагаскар, Мозамбик. В ходе регулярных ежегодных командировок в Национальный музей естественной истории в Париже, опубликовал более 20 статей в соавторстве с выдающимся французским малакоголом Филиппом Буше.
В честь Ю. И. Кантора названы ряд таксонов, включая вид Leucosyrinx kantori (McLean, 1995) и род ископаемых моллюсков Kantoria (Landau & Harzhauser, 2023), входящие в семейство Pseudomelatomidae.

## Труды
Автор более 200 научных и научно-популярных публикаций.

### Основные монографии
- Кантор Ю. И. 1990. Брюхоногие моллюски Мирового океана, подсемейство Volutopsiinae. — М., «Наука», 178 с.
- Иванов Д. Л., Кантор Ю. И. Малакологическая коллекция П. Г. Демидова в Зоологическом музее МГУ : Практ. пособие / Под ред. А. А. Шилейко. — М.: Изд-во МГУ, 1991. — 94 с.
- Кантор Ю. И., Сысоев А. В. 2005. Каталог моллюсков России и сопредельных стран/ Ю. И. Кантор, А. В. Сысоев; РАН, Ин-т проблем экологии и эволюции им. А. Н. Северцова. — Москва: Товарищество научных изданий КМК, 2005. — 627 с.; 24 см. — Библиогр.: с. 412—492. — Указ.: с. 493—627. — ISBN 5-87317-191-2 (в пер.).
- Кантор Ю. И., Сысоев А. В. 2006. Морские и солоноватоводные брюхоногие моллюски России и сопредельных стран: иллюстрированный каталог. — Товарищество научных изданий КМК: 371 с., 140 цв. табл.
- Vinarski M.V., Kantor Yu.I. 2016. Analytical catalogue of fresh and brackish water molluscs of Russia and adjacent territories. Moscow, A.N. Severtsov Institute of Ecology and Evolution of RAS, 544 p.

### Популярные издания
- Ершов В., Кантор Ю. 2008. Морские раковины. Краткий определитель. — М., Курсив, 288 с.

### Некоторые статьи
- Кантор Ю. И. 1980. Видовой состав и изменчивость брюхоногих моллюсков рода Buccinum Белого моря. — Зоологический журнал, 59(4): 518—528.
- Кантор Ю. И. 1981. Видовой состав и распределение брюхоногих моллюсков семейства Buccinidae восточного Мурмана. — Зоологический журнал, 60(8): 1145—1150.
- Кантор Ю. И. 1982. О типовом виде рода Volutopsius (Gastropoda, Pectinibranchia). — Зоологический журнал, 61(6): 843—850.
- Кантор Ю. И. 1983. Новый род Habevolutopsius и критическое рассмотрение Fusivolutopsius (Gastropoda, Buccinidae). — Зоологический журнал, 62(3): 339—344.
- Свешников В. А., Кантор Ю. И. 1985. Система жизненных форм двустворчатых моллюсков. — ДАН СССР, 283(1): 235—239.
- Кантор Ю. И. 1986. Яйцевые капсулы и внутрикапсулярное развитие молоди брюхоногих моллюсков подсемейства Volutopsiinae (Gastropoda: Prosobranchia: Buccinidae). — Журнал общей биологии, 47(3): 419—424.
- Кантор Ю. И., Кияшко С. И. 1990. Предварительные данные по составу стабильных изотопов органического углерода и питанию некоторых брюхоногих моллюсков Японского моря. — ДАН СССР, 313(1): 248—251.
- Кантор Ю. И., Павлинов И. Я. 1991. Кладистический анализ оливиформных гастропод (Gastropoda, Pectinibranchia, Olividae s. lato). — Журнал общей биологии, N 3: 356—371.
- Sysoev A.V., Kantor Yu.I. 1992. Names of Molluscs, introduced by Ya.I.Starobogatov in 1957—1992. — Ruthenica, 2(2):119-159.
- Кантор Ю. И. 1998. О нахождении рапаны Rapana venosa (Valenciennes, 1846) у восточного побережья США. — Ruthenica, 8(2): 90.
- Косьян А. Р., Кантор Ю. И. 2007. Опыт морфо-филогенетического анализа брюхоногих моллюсков семейства Buccinidae. — Доклады Академии наук, том 415, № 1: 1-4.
- Дгебуадзе П. Ю., Кантор Ю. И. 2009. Симбиотические ассоциации брюхоногих моллюсков (Gastropoda, Eulimidae) с морскими звездами Linckia laevigata (Echinodermata, Asteroidea) в Южном Вьетнаме. — Зоологический журнал, 88(4): 414—418.
- Kantor Yu. I., Pastorino G. 2009. An unusual new genus and a new species of Buccinulidae (Neogastropoda) from the Magellanic Province. — Nautilus, 123(2):49-52.
- Fedosov A., Puillandre N., Kantor Yu., Bouchet Ph. 2015. Phylogeny and systematics of mitriform gastropods (Mollusca: Gastropoda: Neogastropoda). Zoological Journal of the Linnean Society, 175 (2): 336—359.
- Zvonareva S, Kantor Y, Xinzheng L, Britayev T. 2015. Long-term monitoring of Gastropoda (Mollusca) fauna in planted mangroves in central Vietnam. Zoological Studies 54 (1), 39
- Kantor Yu.I., Fedosov A.E., Puillandre N., Bouchet P. 2016. Integrative taxonomy approach to Indo-Pacific Olividae: new species revealed by molecular and morphological data. Ruthenica, Russian Malacological Journal, 26(2): 123—144.
- Kantor Yu.I., Harasewych M.G., Puillandre N., 2016. A critical review of Antarctic Conoidea (Neogastropoda). Molluscan Research, 36(3): 153—206.
- Kantor Yu.I., Fedosov A.E., Puillandre N., Bonillo C., Bouchet P. 2017. Returning to the roots: morphology, molecular phylogeny and classification of the Olivoidea (Gastropoda: Neogastropoda). Zoological Journal of the Linnean Society, 180 (3): 493—541.
- Fedosov A.E., Puillandre N., Herrmann M., Kantor Yu.I. Oliverio M., Dgebuadze P., Modica M.V., Bouchet P. 2018. The collapse of Mitra: molecular systematics and morphology of the Mitridae (Gastropoda: Neogastropoda). Zoological Journal of the Linnean Society, 183(2): 253—337.
- Kantor Yu.I., Fedosov A.E., Puillandre N. 2018. New and unusual deep-water Conoidea revised with shell, radula and DNA characters. Ruthenica, Russian Malacological Journal, 28(2): 47-82.